# Porphyronota nyassica
Porphyronota nyassica är en skalbaggsart som beskrevs av Moser 1908. Porphyronota nyassica ingår i släktet Porphyronota och familjen Cetoniidae. Inga underarter finns listade i Catalogue of Life.